# KEF
KEF is een van origine Britse luidsprekerfabrikant. De onderneming werd in 1961 door ingenieur Raymond Cooke opgericht en werd genoemd naar Kent Engineering & Foundry. In 1991 karakteriseerde de New York Times KEF als de toonaangevende luidsprekerfabrikant van Europa.